# William Carey (courtisan anglais)
Pour les articles homonymes, voir William Carey et Carey.
William Carey d'Aldenham (Hertfordshire, vers 1496 – 22 juin 1528), est un courtisan à la Cour d'Henri VIII d'Angleterre et son favori. Il fait partie de la Privy Chamber lorsque le roi la crée, et il est son esquire. Il est marié à Mary Boleyn, sœur de la seconde épouse d'Henri, Anne Boleyn, et précédemment sa maîtresse.

## Biographie
William Carey est le second fils de Sir Thomas Carey (1455–1500) et de Margaret Spencer, fille de Sir Robert Spencer et d'Éléonore Beaufort. Sa tante maternelle est Catherine Spencer, comtesse de Northumberland.
Peu de temps après leur mariage, Mary devient la maîtresse du roi Henri VIII. Les Boleyn reçoivent alors des terres, et William Carey profite lui-même de l'infidélité de sa femme, bénéficiant d'octroi de seigneuries et de domaines.
Carey était aussi un mécène réputé. C’est lui qui fait notamment connaître l’artiste néerlandais Lucas Horenbout en Angleterre, au milieu des années 1520. Sa passion pour la chasse, l’équitation, la joute partagées également par le roi, ont contribué à faire de lui son favori.
Il meurt le 22 juin 1528, d'une maladie infectieuse nommée « la suette ».

## Enfants avec Mary Boleyn
William Carey et Mary Boleyn ont eu deux enfants :
- Catherine Carey (née vers 1524 - décédée le 15 janvier 1568) : Aussi connue sous le nom de Lady Knollys, elle fut dame d'honneur d'Anne de Clèves et de Catherine Howard, et sera courtisane de la reine Élisabeth Ire d'Angleterre.

- Henry Carey (1er baron Hunsdon) (né le 4 mars 1526 – mort le 23 juillet 1596) : anobli par une reine Élisabeth à peine couronnée, il est fait chevalier de la Jarretière le 20 avril 1561. Il tentera d'obtenir en vain le titre d'earl d'Ormonde durant sa vie, et le refuse lorsque, mourant, la reine Élisabeth venue à son chevet le lui propose.

Des auteurs ont parfois défendu l'idée que ces deux enfants sont ceux du roi Henri VIII et de Mary Boleyn. C'est notamment le cas d'Alison Weir , de G.W. Bernard (auteur de The King's Reformation) et de Joanna Denny (auteur de Anne Boleyn: A New Life of England's Tragic Queen and Katherine Howard: A Tudor Conspiracy).